# Arvati
Arvati su selo u Makedoniji u općini Resen.

## Vanjske poveznice
- Zemljovid (Fallingrain)
- Google maps (Maplandia)